# Dirk Rochtus
Dirk Rochtus (Bornem, 25 maart 1961) is hoofddocent aan de KU Leuven (campus Antwerpen) en redacteur bij Doorbraak

## Biografie
Rochtus werd in 1996 doctor in de Politieke en sociale wetenschappen aan de Universiteit Antwerpen na er een licentiaat Germaanse Filologie en een bijzonder licentiaat Internationale politiek te hebben behaald. Hij geeft sinds 1990 les aan de KU Leuven campus Antwerpen en is er hoofddocent. 
Van 1991 tot 2000 was hij coördinator van het Centrum voor Duitslandstudiën waarvan hij mede-oprichter was. In juli en augustus 2002 doceerde hij, als gastleraar, Europese geschiedenis aan de Middle East Technical University in Turkije. Van 2002 tot 2006 was hij extern adviseur voor de Raad van Europa inzake het federale systeem in België en de buitenlandse relaties van Vlaanderen. Van oktober 2000 tot 2006 was Dirk Rochtus ook deeltijds professor aan de Universiteit Antwerpen waar hij lezingen gaf over het Belgisch buitenlands beleid en de rol van de natie in de nieuwe wereldorde. Van 2005 tot 2007 was Dirk Rochtus adjunct-kabinetschef van minister Bourgeois in de regering Leterme. Van 2007 tot 2011 zetelde hij in de Strategische Adviesraad internationaal Vlaanderen.
Dirk Rochtus neemt deel aan het publieke debat door middel van opiniebijdragen op VRT NWS, in de geschreven media, als chef buitenland bij Doorbraak en als gastspreker. Hij is ook te volgen op Twitter.

## Lidmaatschappen (selectie)
- sinds 1997 lid Adviesraad Emile Verhaeren-Stichting[6]
- sinds 2001 chef buitenland Doorbraak[7]
- sinds 2008 lid raad van bestuur Vereniging voor Internationale Relaties (VIRA)[8]
- sinds 2011 senior fellow Zentrum für Europäische Integrationsforschung (ZEI)[9]
- sinds 2014 lid raad van bestuur National movements & Intermediary Structures in Europe (NISE)[10]
- sinds 2014 voorzitter Archief voor Nationale Bewegingen (ADVN)[11]
- sinds 2014 lid redactieraad Wetenschappelijke Tijdingen (WT)[12]
- sinds 2015 ondervoorzitter Vlaams Vredesinstituut[13][14]
- sinds 2017 voorzitter raad van bestuur Vlaams-Europees Verbindingsagentschap (VLEVA) (reeds bestuurder sinds 2011)[15]

## Onderscheidingen
- 2007 Bundesverdienstkreuz[16]

## Publicaties (selectie)
| Jaar | Titel                                                       | Uitgeverij           | ISBN              | genre      | Opmerkingen                                                                  |
| ---- | ----------------------------------------------------------- | -------------------- | ----------------- | ---------- | ---------------------------------------------------------------------------- |
| 2021 | Scherprechters van de geest, Duits debat tot op het bot     | Ertsberg             | 978-94-64369-06-9 | non-fictie |                                                                              |
| 2017 | Duitsland, de macht van Merkel                              | Uitgeverij Vrijdag   | 978-94-600-1564-9 | non-fictie | Grondig herwerkte en volledige geactualiseerde versie van Dominant Duitsland |
| 2016 | Turkije, de terugkeer van de sultan                         | Uitgeverij Vrijdag   | 978-94-600-1485-7 | non-fictie | Grondig herwerkte en volledig geactualiseerde versie van: Turbulent Turkije  |
| 2016 | Van Reich tot Republik, denken over Duitsland vroeger en nu | Uitgeverij Doorbraak | 978-90-825673-0-4 | non-fictie |                                                                              |
| 2013 | Dominant Duitsland, economische reus, politieke dwerg?      | Pelckmans            | 978-90-289-7133-2 | non-fictie |                                                                              |
| 2011 | Turbulent Turkije, Europese of Aziatische tijger?           | Pelckmans            | 978-90-289-6492-1 | non-fictie |                                                                              |
| 2002 | Turkije, springstof voor de Europese Unie?                  | Garant               | 90-441-1294-5     | non-fictie | redactie met Gerrit de Vylder en Veli Yüksel                                 |
| 1994 | Zicht op Duitsland                                          | Garant               | 90-5350-263-7     | non-fictie | met Jan De Piere                                                             |
| 1988 | Ogenschouw                                                  | Nioba                | 90-6945-086-0     | poëzie     |                                                                              |
| 1983 | Tekens van broos verweer                                    | Soethoudt            | 90-6372-097-1     | poëzie     |                                                                              |

- Bibsys: 9071921
- Bibliothèque nationale de France: cb16094114s (data)
- CiNii: DA16638349
- Digitale Bibliotheek voor de Nederlandse Letteren: roch003
- Gemeinsame Normdatei: 1012830810
- International Standard Name Identifier: 0000 0001 2026 7608
- Library of Congress Control Number: n94100411
- Nationale Bibliotheek van Tsjechië: jo20251249762
- Nederlandse Thesaurus van Auteursnamen: 068890737
- Réseau des bibliothèques de Suisse occidentale: 02-A008928208
- Système universitaire de documentation: 134169077
- Virtual International Authority File: 59923564
- WorldCat: E39PBJrWD6TvFR8MpdFkQYDpfq